# Kainonychus
Kainonychus is een geslacht van hooiwagens uit de familie Paranonychidae.
De wetenschappelijke naam Kainonychus is voor het eerst geldig gepubliceerd door Suzuki in 1975.

## Soorten
Kainonychus is monotypisch en omvat slechts de volgende soort:
- Kainonychus akamai